# 追捕 (2017年電影)
《追捕》（英語：Manhunt）是一部2017年中國大陸、香港、日本、韓國、臺灣合拍的動作片，由吳宇森执导，張涵予、福山雅治、戚薇和河智苑領銜主演，寰亞電影出品。其劇情改編自西村寿行的日本小說《涉過憤怒的河》（1974年），該小說曾於1976年拍成同名日本電影。
本片最先於2017年的第74屆威尼斯影展上首映，並於2017年11月23日在香港上映，同年11月24日在中國大陸和臺灣上映。

## 劇情
故事講述公正不阿的律師杜丘（張涵予飾），意外地捲入一宗兇殺案當中，而兇案現場所有證據皆直指向他，杜丘心知被羅織構陷，明知犯險亦要拒捕並親自查明真相。警方總動員展開全面通緝，具有多年查案經驗的警探矢村（福山雅治飾），開始調查後不久便思疑這完美殺人佈局當中似乎另有內情。在矢村追捕杜丘的過程當中，一兵一賊竟發展出一段惺惺相惜的情誼，然而矢村卻一直未能完全相信杜丘。到底真兇是否真的另有其人？兇案背後又是否隱藏著驚世大陰謀？

## 演員
| 演員       | 角色     | 介绍 |
| 張涵予     | 杜丘     | 國際律師，受雇于日本的制药企业，于一宗謀殺案中被陷害為殺人兇手，與矢村先對立後合作。                     |
| 福山雅治   | 矢村聰   | 具有多年查案經驗的警探，與杜丘先對立後合作，但一直不相信杜丘，直至發現了新證據才知道杜丘是無辜被陷害的。 |
| 戚薇       | 真由美   | 正樹之未婚妻，中日混血，母親是中國人                                                                     |
| 河智苑     | 紫雨     | 神秘冷豔的女殺手，與紅霞是殺手界的雙人拍檔。暗殺手法乾淨俐落，冷血無情，江湖上讓人聞名喪膽。             |
| 國村隼     | 酒井義廣 | 老字號天神藥廠社長，八面玲瓏，擅於操縱人心，城府極深。                                                   |
| 池內博之   | 酒井宏   | 囂張跋扈的富二代，藥廠接班人                                                                             |
| 櫻庭奈奈美 | 百田里香   | 大阪警廳的可愛新人，分配到大阪第一警探矢村的旗下當助理。                                                 |
| 岡本多緒   | 田中希子 | 傾慕杜丘的美麗女同事，後離奇死亡。                                                                       |
| 倉田保昭   | 坂口秀夫 | 流浪漢，同情杜丘並予以援助。                                                                             |
| 吳飛霞     | 紅霞     | 與紫雨情同姊妹的女殺手。出身孤兒，霸道潑辣，頂尖殺人武器。                                               |
| 竹中直人   | 伊藤守   | 矢村的直屬上司                                                                                           |
| 田中圭     | 北川正樹 | 真由美之未婚夫                                                                                           |
| 齋藤工     |          | 被矢村追捕的綁匪                                                                                         |
| 吉澤悠     |          | 被矢村追捕的綁匪                                                                                         |

## 製作

### 前期
吳宇森為紀念已故日本影星高倉健，於是決定重拍《追捕》，寰亞邀請阮世生重寫該片劇本，原本由高倉健飾演的杜丘理想人選是金城武，而追捕他的警探則屬意由劉德華飾演，但最終兩人都沒有答應演出，最後杜丘一角落實由張涵予飾演，而警探一角原本想找木村拓哉飾演，最後因木村拓哉檔期問題無法參演，故邀請福山雅治飾演。

### 拍攝
《追捕》的主要攝影於2016年6月在日本大阪開始進行。在製作開始時，演員和劇組人員隨地方政府官員舉行了日本傳統的開鏡餅儀式。吳宇森表示，《追捕》將會回歸他早期的《喋血双雄》之風格。
《追捕》預計在2016年10月完成拍攝，後來據報導，拍攝是在11月底完成。中國網指出，電影已於2017年1月開始進行後期製作。

## 發行
《追捕》被安排於2017年8月30日至9月9日在第74屆威尼斯影展上首映，本片也會參與獎項的競爭。 2017年9月8日，《追捕》在威尼斯舉行世界首映及記者會。有份演出《追捕》的河智苑、吳飛霞及導演吳宇森現身接受傳媒訪問，而男主角之一的福山雅治，雖然日前亦在水都宣傳競賽片《第三次殺人》，無奈該片同日在日本上映，他因而缺席本片的首映禮。
《追捕》也於2017年多倫多國際影展上放映。
本片原定於2018年2月16日在中國大陸上映，后來宣佈提前至2017年11月24日。中国累计票房1.05亿人民币。

## 外部連結
- 香港影庫上《追捕》的資料（繁體中文）
- 互联网电影数据库（IMDb）上《追捕》的资料（英文）
- 《追捕 （页面存档备份，存于）》在香港雅虎的電影頁面（繁體中文）
- Yahoo奇摩電影上《追捕》的資料（繁體中文）
- 開眼電影網上《追捕》的資料（繁體中文）
- 豆瓣电影上《追捕》的資料 （简体中文）
- 时光网上《追捕》的資料（简体中文）